# FC Edmonton
Maillots
Dernière mise à jour : 22 novembre 2022.
FC Edmonton est un club canadien de soccer, basé à Edmonton en Alberta qui évolue en NASL de 2011 à 2017 puis en Première ligue canadienne de 2019 à 2022 avant de cesser ses activités de manière indéfinie.

## Histoire
Le 24 novembre 2017, les propriétaires du FC Edmonton annoncent le départ du club de la North American Soccer League et met fin à ses opérations comme franchise professionnelle. Cependant, les propriétaires précisent aussi qu'ils continueront à diriger les équipes de l'académie du FC Edmonton.
Le 8 juin 2018, les propriétaires officialisent le retour aux activités en rejoignant la Première ligue canadienne en vue de la saison 2019,.
Le 31 décembre 2021, la Première ligue canadienne déclare avoir pris le contrôle du club à la suite d'un accord avec la famille Fath, propriétaire de la franchise. La PLCan prend la suite de l'exploitation quotidienne du FC Edmonton jusqu'à ce que des nouveaux propriétaires achètent le club. Cette décision est une forme de sursis pour le club puisque la ligue émet un communiqué le 21 novembre 2022 pour déclarer que le club est mis sur pause et que de nouvelles options sont étudiées pour ramener le soccer professionnel à Edmonton, sans préciser si cela passera par une nouvelle entité ou en continuant avec le FC Edmonton.

## Palmarès et records

### Palmarès
| Trophées mineurs                 |
| - Flyover Cup - Vainqueur : 2011 |

### Bilan par saison
| Saison | Ligue             | Saison régulière | Saison régulière | Saison régulière | Saison régulière | Saison régulière | Saison régulière | Saison régulière | Position       | Position       | Séries éliminatoires | Championnat canadien | Affl. moy. saison régulière | Affl. moy. séries éliminat. | Meilleurs buteurs         | Meilleurs buteurs |
| Saison | Ligue             | M                | V                | N                | D                | BP               | BC               | Pts              | Conf.          | Ligue          | Séries éliminatoires | Championnat canadien | Affl. moy. saison régulière | Affl. moy. séries éliminat. | Joueurs                   | Buts              |
| ------ | ----------------- | ---------------- | ---------------- | ---------------- | ---------------- | ---------------- | ---------------- | ---------------- | -------------- | -------------- | -------------------- | -------------------- | --------------------------- | --------------------------- | ------------------------- | ----------------- |
| 2011   | NASL              | 28               | 10               | 6                | 12               | 35               | 40               | 36               | -              | 5e             | Quart de finale      | Demi-finale          | 1 817                       | N/A                         | Shaun Saiko               | 9                 |
| 2012   | NASL              | 28               | 5                | 10               | 13               | 26               | 36               | 25               | -              | 8e             | Non qualifié         | Demi-finale          | 1 492                       | N/Q                         | Shaun Saiko               | 7                 |
| 2013   | NASL Spring       | 12               | 3                | 5                | 4                | 13               | 12               | 14               | -              | 5e             | Non qualifié         | Demi-finale          | 2 437                       | N/Q                         | Daryl Fordyce             | 6                 |
| 2013   | NASL Fall         | 14               | 3                | 7                | 4                | 13               | 14               | 16               | -              | 6e             | Non qualifié         | Demi-finale          | 2 437                       | N/Q                         | Daryl Fordyce             | 6                 |
| 2014   | NASL Spring       | 9                | 2                | 2                | 5                | 11               | 11               | 8                | 9e             | 6e             | Non qualifié         | Demi-finale          | 3 384                       | N/Q                         | Lance Laing               | 7                 |
| 2014   | NASL Fall         | 18               | 8                | 5                | 5                | 23               | 18               | 29               | 3e             | 6e             | Non qualifié         | Demi-finale          | 3 384                       | N/Q                         | Lance Laing               | 7                 |
| 2015   | NASL Spring       | 10               | 2                | 3                | 5                | 16               | 22               | 9                | 10e            | 7e             | Non qualifié         | Demi-finale          | 3 122                       | N/Q                         | Daryl Fordyce Lance Laing | 8                 |
| 2015   | NASL Fall         | 20               | 7                | 5                | 8                | 25               | 24               | 26               | 5e             | 7e             | Non qualifié         | Demi-finale          | 3 122                       | N/Q                         | Daryl Fordyce Lance Laing | 8                 |
| 2016   | NASL Spring       | 10               | 5                | 2                | 3                | 9                | 7                | 17               | 3e             | 3e             | Demi-finale          | Premier tour         | 2 060                       | N/A                         | Daryl Fordyce             | 6                 |
| 2016   | NASL Fall         | 22               | 10               | 6                | 6                | 16               | 14               | 36               | 3e             | 3e             | Demi-finale          | Premier tour         | 2 060                       | N/A                         | Daryl Fordyce             | 6                 |
| 2017   | NASL Spring       | 16               | 4                | 1                | 11               | 11               | 21               | 13               | 7e             | 7e             | Non qualifié         | Premier tour         | 3 408                       | N/Q                         | Tomi Ameobi Dustin Corea  | 6                 |
| 2017   | NASL Fall         | 16               | 3                | 5                | 8                | 14               | 21               | 14               | 7e             | 7e             | Non qualifié         | Premier tour         | 3 408                       | N/Q                         | Tomi Ameobi Dustin Corea  | 6                 |
| 2018   | Saison annulée    | Saison annulée   | Saison annulée   | Saison annulée   | Saison annulée   | Saison annulée   | Saison annulée   | Saison annulée   | Saison annulée | Saison annulée | Saison annulée       | Saison annulée       | Saison annulée              | Saison annulée              | Saison annulée            | Saison annulée    |
| 2019   | PLCan (Printemps) | 10               | 4                | 2                | 4                | 8                | 9                | 14               | 3e/7           | 4e/7           | Non qualifié         | Deuxième tour        | 2 905                       | N/Q                         | Easton Ongaro             | 10                |
| 2019   | PLCan (Automne)   | 18               | 4                | 6                | 8                | 19               | 24               | 18               | 6e/7           | 4e/7           | Non qualifié         | Deuxième tour        | 2 905                       | N/Q                         | Easton Ongaro             | 10                |
| 2020   | PLCan             | 7                | 0                | 1                | 6                | 5                | 14               | 1                | -              | 7e/7           | Non qualifié         | Non qualifié         | N/A                         | N/Q                         | Easton Ongaro             | 3                 |
| 2021   | PLCan             | 28               | 6                | 10               | 12               | 34               | 41               | 28               | -              | 7e/8           | Non qualifié         | Tour préliminaire    | N/A                         | N/Q                         | Easton Ongaro             | 12                |
| 2022   | PLCan             | 28               | 4                | 8                | 16               | 31               | 51               | 20               | -              | 8e/8           | Non qualifié         | Tour préliminaire    | 1 071                       | N/Q                         | Tobias Warschewski        | 8                 |

## Stades
La franchise a trouvé un arrangement avec l'Université de l'Alberta, pour évoluer au Foote Field, sur le campus de l'université, lors de sa saison inaugurale dans la North American Soccer League.
Entre 2012 et 2017, le FC Edmonton joue ses rencontres à domicile au Clarke Stadium, une enceinte de soccer d'une capacité de 5 000 spectateurs. Entre 2011 et 2013, la franchise a joué trois fois au stade du Commonwealth, d'une capacité de 59 537 spectateurs, pour les rencontres du championnat canadien.

## Personnalités du club

### Entraîneurs
Le tableau suivant présente la liste des entraîneurs du club depuis 2010.
| Nom              | De               | À                 | Joués | Gagnés | Nuls | Perdus | % de victoires |
| ---------------- | ---------------- | ----------------- | ----- | ------ | ---- | ------ | -------------- |
| Dwight Lodeweges | 9 mars 2010      | 3 décembre 2010   | 0     | 0      | 0    | 0      | —              |
| Harry Sinkgraven | 7 décembre 2010  | 28 septembre 2012 | 60    | 15     | 29   | 16     | 25.00%         |
| Colin Miller     | 27 novembre 2012 | 24 novembre 2017  | 162   | 52     | 67   | 43     | 32.10%         |
| Jeff Paulus (en) | 3 juillet 2018   | 21 septembre 2020 | 30    | 10     | 8    | 12     | 33.33%         |
| Alan Koch (en)   | 24 novembre 2020 | 21 novembre 2022  | 58    | 10     | 18   | 30     | 17.24%         |

## Soutien et image

### Groupes de supporters
Le principal groupe de partisans du FC Edmonton sont le FC Edmonton Supporters Group (FCESG) fondé en 2010.

### Rivalités

#### Al Classico
Depuis 2019, le FC Edmonton entretient une rivalité contre le Cavalry FC, qui se trouve à Calgary. Cette rivalité, surnommé «Al Classico» (où «Al» signifie l'Alberta), fut devenu réalité pour la première fois en 2018 quand deux matches amicaux entre les Foothills de Calgary et l'académie du FC Edmonton eurent lieu. Après que le Cavalry FC fut créé et que le FC Edmonton ranima son équipe professionnelle, la rivalité entre ces deux équipes hérita le nom «Al Classico».

#### Autres rivalités
Pendant son passage dans la NASL, le FC Edmonton entretient une rivalité contre le Minnesota United jusqu'en 2016. Cette rivalité, la Flyover Cup a été inauguré lors de la saison 2011. Il remporte la Flyover Cup en 2011. Également, le FC Edmonton entretient une rivalité contre le Fury d'Ottawa, sous le nom d'All-Canadian derby, ou the battle of Canada.

### Logos

Logo de 2010 jusqu'à 2017
Logo depuis l'entrée en PLC en 2018